# Triangle Génération humanitaire
Triangle Génération humanitaire (TGH, typographié Triangle Génération Humanitaire par l'association) est une ONG dont le siège se trouve à Lyon.
Née en 1994 d’une volonté de développer une expertise transversale et pérenne, TGH, association de solidarité internationale, élabore et met en œuvre des programmes d’urgence, de réhabilitation et de développement.
TGH fonde son action sur les principes d'humanité, de neutralité, d'impartialité et d'indépendance.

## Historique
Triangle Génération humanitaire est fondée en 1994 par Christian Lombard et Patrick Verbruggen, le « Triangle » faisant référence aux trois piliers de l’action de solidarité internationale : urgence, réhabilitation et développement.
Elle déploie sa première action au Rwanda en 1994, d’où elle sera chassée par les autorités, conjointement à 37 autres ONG.
Ses programmes se développent ensuite au Kurdistan irakien (1996), en Albanie (1996), au Yémen (1998), au Kosovo (1999), au Honduras (1999), en Algérie (2000), au Vietnam (2001), au Laos (2001), en Serbie (2001), en Corée du Nord (2001), en Irak (2003), au Soudan (2004), en Indonésie (2005), au Timor-Leste (2005), au Burkina Faso (2006), en Birmanie (2007), en République centrafricaine (2007), en République du Congo (2010), aux Philippines (2013), au Népal (2015), en Ukraine (2015), en Syrie (2017), au Pakistan et au Tchad (2023).
À l’occasion de ses 10 ans, TGH réalise le « Rapport de 10 ans de solidarité internationale », qui retrace les actions de l’association depuis sa création, et publie une synthèse de ses activités sous la forme d’un passeport, illustré par Delphine Chauvin.
En 2009, deux employés français de l'organisation sont enlevés en Centrafrique. Ils sont libérés au Soudan quatre mois plus tard.
En 2011, trois employés français sont pris en otage au Yémen et sont libérés cinq mois plus tard.
En 2014, pour ses 20 ans, TGH organise l’exposition « Attentions() », composée d’œuvres réalisées par des artistes de ses pays d’intervention sur le thème « quels dangers menacent là où vous êtes ? ». Les trente œuvres seront exposées sous forme de happening dans différents quartiers de Lyon, puis seront vendues aux enchères au cours de la soirée anniversaire au Transbordeur. Un fascicule, sous forme de manifeste, rédigé par Bernard Bolze, évoque à la fois les valeurs et spécificités de l’association.
Depuis 2013, TGH intervient de nouveau au Kurdistan irakien, auprès des populations irakiennes déplacées en raison du conflit armé opposant les forces irakiennes et les Peshmerga aux combattants djihadistes de l'État Islamique, et des réfugiés syriens.
Dès l’invasion russe en Ukraine le 24 février 2022, TGH présente dans le Donbass depuis 2015 relocalise ses bureaux à Lviv, à proximité de la frontière polonaise. Aujourd’hui, redéployée dans plusieurs régions de la partie Ouest de l’Ukraine jusqu’à la ligne de contact, TGH - en étroite collaboration avec les organisations de la société civile ukrainienne, apporte une réponse d’urgence adaptée aux besoins engendrés par la guerre et les déplacements de population.
En 2023, TGH est présente dans 12 pays, et gère 52 programmes avec 144 salariés de droit français (dont 104 expatriés), et 685 collaborateurs recrutés dans leur pays d’origine.

## Compétences
Les actions de TGH reposent sur un pôle technique constitué de trois cellules : Eau, hygiène et assainissement, Sécurité alimentaire et moyens d’existence, Protection et éducation. Ce pôle est chargé des études, expertises et évaluations, de la stratégie et de la mise en œuvre des programmes, de la création d’outils de référence, du transfert de compétences, de la mise en place d’outils méthodologiques et de formations, de la mise à jour continue des bibliothèques techniques, de l’activation et du développement du réseau interprofessionnel et de la capitalisation de l’expérience.
TGH privilégie une approche progressive « assistance humanitaire – reconstruction – développement », qui implique de réduire progressivement l’assistance directe, en la compensant par le renforcement des capacités et une participation croissante des acteurs locaux à tous les stades du projet. Les programmes sont donc réalisés avec des partenaires locaux et visent l’autonomie des groupes de personnes aidées.
TGH est membre de la Coordination Humanitaire et Développement, et de Coordination Sud. Elle est signataire du Contrat cadre de partenariat avec le Service d’aide humanitaire de la Commission européenne (ECHO) et de l’accord de partenariat opérationnel (FAOP) avec l’agence des Nations unies pour les réfugiés (UNHCR).

## Organisation interne
TGH est dirigée par un conseil d’administration constitué de 18 membres, élus par l’assemblée générale annuelle pour trois années renouvelables, qui exercent leur fonction bénévolement.
Depuis 2008, la commission Programmation, commission mixte  composée de membres du conseil d’administration et de salariés de l’association (dont la direction), se réunit au moins une fois par trimestre et chaque fois que nécessaire pour analyser l’opportunité de nouveaux terrains d’action. Elle analyse la demande en prenant en compte un certain nombre de critères (besoins sur place, adéquation avec les compétences de l’association, contexte sécuritaire, financements possibles…), et décide le cas échéant de la mise en place d’une mission exploratoire. À l’issue de cette mission,  la commission se réunit à nouveau pour examiner sur la base du rapport de mission la pertinence d’ouverture du programme, et soumet le projet au conseil d’administration, qui décide de sa validation. Des propositions de projets sont alors soumises aux bailleurs susceptibles de financer l’action.
Sur le terrain, les équipes sont généralement constituées d’un directeur pays, assisté d’un administrateur, et de coordinateurs de programmes, voire dans certains cas d’un ou plusieurs logisticiens. Trois responsables se répartissent les pays d’intervention et assurent la coordination générale des programmes au siège, sous la supervision de deux cadres, l’un chargé de la direction des opérations, l’autre du développement et de la qualité des opérations.
Une seconde commission mixte fonctionnant sur le même principe prépare la stratégie annuelle de communication de TGH et sa mise en œuvre.

## Financement
En 2023, le budget de TGH se montait à 25 000 K€ issu de 21 partenaires bailleurs de fonds. 94 % de ce budget étaient affectés directement aux actions de terrain. 
Les principaux financeurs sont la Commission européenne avec ECHO et EUROPEAID, les agences des Nations unies avec notamment les Fonds Humanitaires Communs (OCHA), l’UNHCR, et l’UNICEF, la France avec l'Aide Alimentaire Programmée (AAP), le Centre de crise et de soutien (CDCS) du ministère des Affaires Etrangères et l’Agence Française de Développement (AFD), l'Agence des États-Unis pour le développement international            (USAID) ainsi que d’autres fonds publics et privés (entreprises et fondations).